# 热马日
热马日（法語：Gémages，法語發音：[ʒemaʒ]）是法国奥恩省的一个旧市镇，属于莫尔塔涅欧佩什区。2016年，热马日与临近的5个市镇合并为新市镇瓦勒欧佩什。

## 地理
热马日（48°17'39"N, 0°36'56"E）面积6.47 平方千米，位于法国诺曼底大区奧恩省，该省份为法国西北部内陆省份，北起顺时针与卡爾瓦多斯省、厄尔省、厄尔-卢瓦省、萨尔特省、马耶讷省和芒什省接壤。
与热马日接壤的市镇（或旧市镇、城区）包括：拉沙佩勒苏埃夫、莱米蒂耶尔、圣西尔拉罗西耶尔、库德尔河畔圣日耳曼、瓦勒欧佩什。

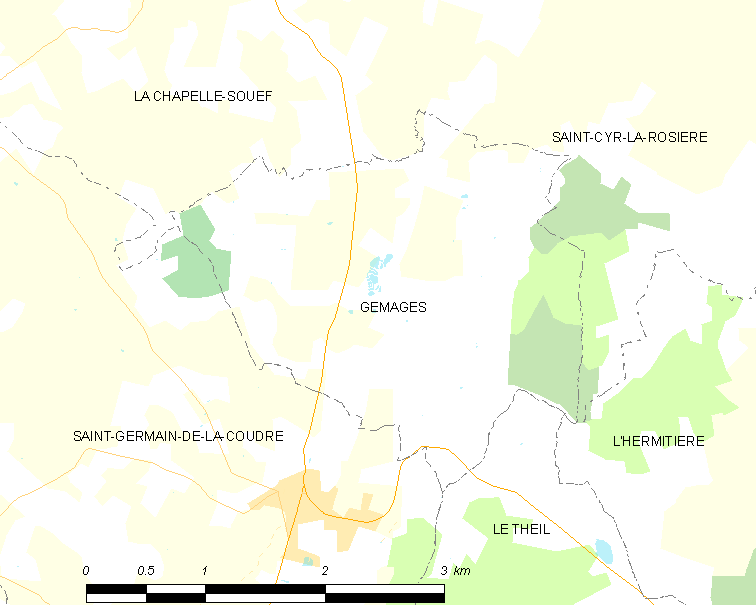
热马日的OSM定位图

热马日的时区为UTC+01:00、UTC+02:00（夏令时）。

## 行政
热马日的邮政编码为61130，INSEE市镇编码为61185。

## 政治
热马日所属的省级选区为瑟通县。

## 人口

1962-2008年间热马日人口变化图示

热马日于2018年1月1日时的人口数量为118人。